# Арнеб
Арнеб — традиционное название звезды Альфа Зайца, от арабского أرنب, ’arnab — «заяц». Это — самая яркая звезда созвездия Зайца, находящаяся на расстоянии примерно 2218 свет. лет от нас.
Арнеб — старая умирающая звезда, приблизительно в 9 раз тяжелее Солнца, в 77 раз больше по диаметру и в 11 500 раз ярче. Звезда находится на стадии превращения в красный гигант. После этого звезда сбросит свои оболочки и станет тяжёлым белым карликом. Не исключен также и взрыв сверхновой с образованием нейтронной звезды.